# Castel San Pietro (Svizzera)
Castel San Pietro è un comune svizzero di 2 207 abitanti (al 31.12.2016) del Canton Ticino, nel distretto di Mendrisio.

## Geografia fisica
Il territorio di Castel San Pietro si trova nel Canton Ticino e più precisamente nel distretto del Mendrisiotto.
Si sviluppa su un territorio collinare con un dislivello che varia dai 276 msm del fiume Breggia dal quale è attraversato, ai 1615 msm della stazione di arrivo del trenino del Monte Generoso ed occupa un territorio di 1183 ettari di cui 702 di bosco il restate territorio è abitato o adibito a campi o vigneti. Infatti il comune con un totale di 284 518 piedi di vite può vantarsi di essere il comune più vignato del Canton Ticino.
È composto dalle seguenti zone residenziali (frazioni): Gorla, Corteglia, al Ponte, Benascetta, Benascia, Fontana, Loverciano, Obino, Campora, Monte, Casima.
Il nucleo più antico è quello di Obino datato fin dal 865 di fondazione longobarda.
Obino era corte reggia perché sede dell’amministratore del conte.

## Storia
Gli antichi terrieri formavano “La Castellanza” perché dipendenti dal Castrum Sancti Petri, dal castello di San Pietro eretto dal vescovo di Como su uno sperone roccioso che domina le gole del fiume Breggia, fra il 1118 e il 1127 durante le guerre che opponevano Como a Milano.
Nel 1270 Castel San Pietro diventa una comunità autonoma e costituisce una Vicinia (patriziato) diretta da un Console che emanava leggi. La parrocchia era amministrata dalla Vicinanza cioè dall’assemblea dei vicini. Nel 1343 il vescovo Bonifacio di Como fece costruire dentro le mura del castello una chiesa dedicata a San Pietro (chiesa Rossa) attualmente esistente.
Con il passare degli anni attorno alla chiesa ed al Castello si formarono sempre più case formando la comunità di Castel San Pietro.
Intorno al 1520 il castello andò in rovina da sé abbandonato e così i castellani usufruiscono delle pietre della fortezza per costruire le proprie case.
Il 4 aprile 2004 Castel San Pietro ha inglobato i comuni soppressi di Casima e Monte e la località di Campora, fino ad allora frazione di Caneggio.

### Artisti
Nella notte di San Silvestro del 1924, un gruppo di artisti composto da Albert Müller, Paul Camenisch, Guido Gonzato (di Castel San Pietro) e Hermann Scherer formarono il gruppo espressionista Rot-Blau.

## Monumenti e luoghi d'interesse

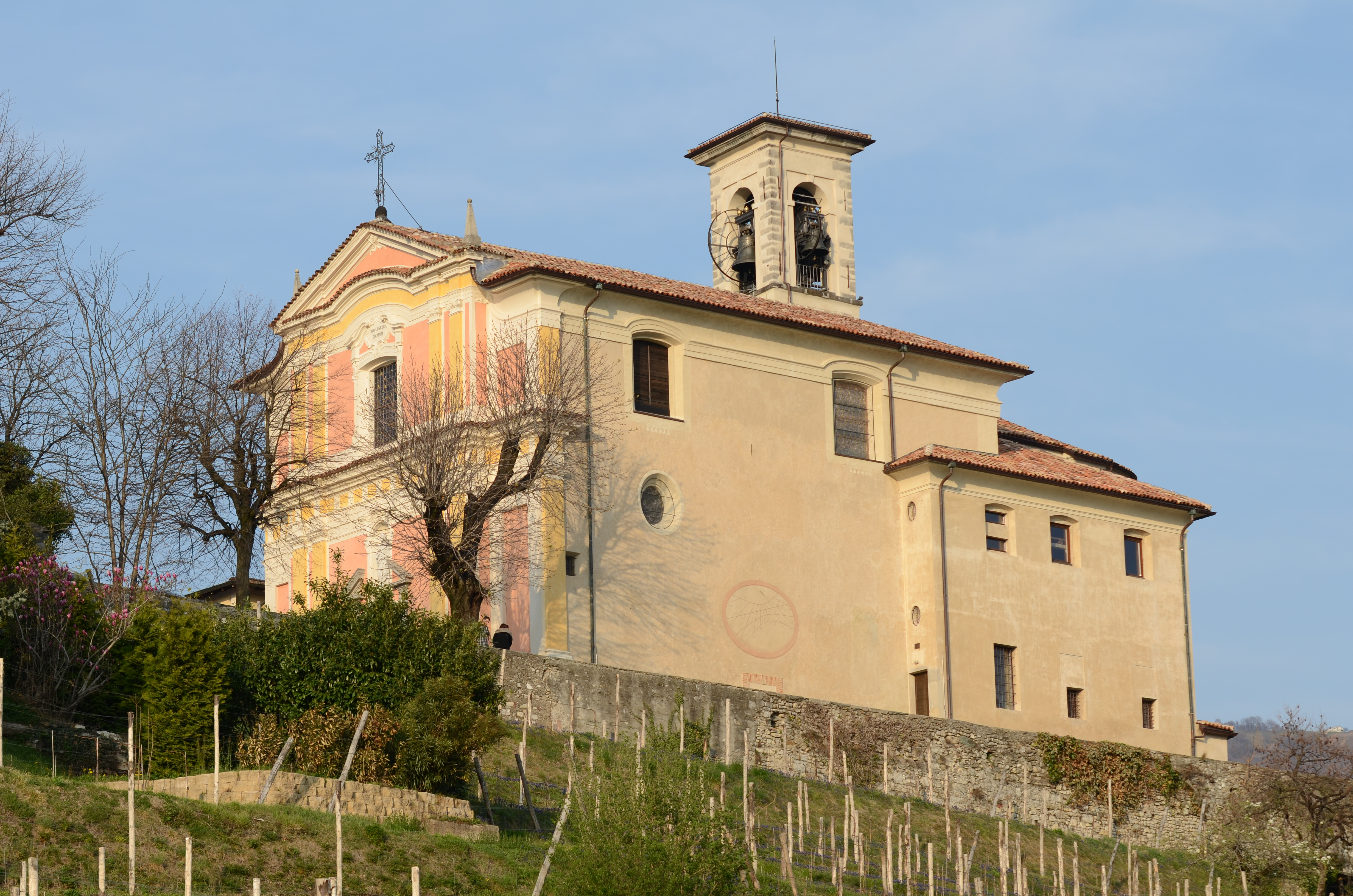
La chiesa parrocchiale di Sant'Eusebio

Nel comune possiamo trovare innumerevoli monumenti storici e artistici poiché nella frazione di Obino viveva la famiglia Carabelli e a Castel San Pietro la famiglia Pozzi, le quali hanno dato i natali a numerosi scultori e stuccatori che con le loro opere d’arte hanno abbellito anche la locale chiesa parrocchiale.

### Architetture religiose

#### Chiesa parrocchiale di Sant'Eusebio
Di stile barocco, fu costruita nel centro del paese negli anni 1670-1680 e restaurata negli anni 2017-2022. All’interno possiamo trovare innumerevoli opere di artisti di Castello e l’organo Serassi del 1771, strumento ritenuto dagli esperti di maggior pregio della Svizzera italiana. È inscritta nella lista dei monumenti storici.

#### Chiesa di San Pietro
Del XIV secolo si trova nella frazione al Ponte e posta nel parco delle gole della Breggia. La chiesa dal 1599 detta anche chiesa Rossa dalla sua facciata color rosso è inserita nella lista dei monumenti storici, al suo interno troviamo preziosi affreschi. Venne fatta costruire dal vescovo di Como Bonifacio nel 1343. È stata restaurata tra il 1995 e il 1999.

#### Chiesa di Sant'Antono
Detta chiesa di Obino dove è situata domina dalla sua collina l’intero Mendrisiotto. Costruita nel 1400 ed attestata nel 1578, all’interno conserva affreschi Cinquecenteschi e altre opere, anche della famiglia Carabelli. Esternamente, si segnala la presenza di un bassorilievo Quattrocentesco che orna l'accesso meridionale. Restaurata esternamente negli anni 1980 ed internamente negli anni 1990, anch’essa fa parte della lista dei monumenti storici.

### Architetture civili

#### Masseria di Vigino
È stata costruita presumibilmente nel 1470 ed attualmente è di proprietà del cantone, in disuso e in stato di abbandono questo edificio ha un valore storico culturale visto che è un perfetto esempio della civiltà contadina presente un tempo a Castel San Pietro e nell’intera regione, è inscritta nei beni culturali. È in fase di restauro e le autorità hanno commissionato uno studio per individuare un possibile uso futuro della Masseria

#### Villa Conti Turconi.
Costruita a Loverciano nel corso del XVIII secolo, attualmente è sede del collegio sant’Angelo. Nella villa sono presenti stanze con affreschi del '700 e soffitti a cassettoni decorati che l’hanno portata a far parte della lista dei monumenti storici.

## Società

### Evoluzione demografica
Si può vedere dal grafico come dagli inizi del 1900 ad oggi la crescita della popolazione è in continuo aumento. Vari fattori hanno contribuito a rendere attrattivo il comune, tra cui maggior mobilità delle persone, il paesaggio ancora naturale, la tranquillità ed un moltiplicatore non eccessivamente alto fissato al 55%, servizi comunali efficienti, trasporti pubblici che collegano Castel San Pietro ai centri di Mendrisio e Chiasso.
Si deve altresì dire che la forte crescita dell’ultimo decennio è anche dovuta all’aggregazione con Campora, Monte e Casima.
L'evoluzione demografica è riportata nella seguente tabella:
Abitanti censiti

### Istituzioni, enti e associazioni

#### Patriziato
Il patriziato di Castel San Pietro è stato fondato nel 1500 ed il suo ufficio patriziale è composto da 6 membri, 2 supplenti, inoltre sono attive 4 commissioni formate da 5 membri ciascuna che si occupano di: gestione alpeggi, gestione del territorio, turismo e attività ricreative. Presidente è Dario Frigerio.
Il patriziato attualmente conta circa 930 patrizi e 421 famiglie patrizie e possiede un totale di  4952851 m² di boschi, pascoli e prati.
Dal 14 Settembre 2014 dopo votazione si sono aggiunti al Patriziato di Castel San Pietro i Patriziati di Casima, Monte e i Terrieri di Campora.
Il patriziato possiede molti boschi, pascoli e prati, gli alpi di: Caviano, Castello, Traversa e Grassa, un vigneto a Gorla che produce con successo circa 1700 bottiglie di vino bianco e rosso chiamato “Patricius” proveniente da uve merlot.
Attualmente il patriziato oltre alla manutenzione di sentieri e boschi sta ristrutturando l’alpe di Caviano nell'ambito del progetto di albergo diffuso del monte Generoso, inoltre è pure in fase di realizzazione una riserva forestale.

#### Municipio
È l'organo esecutivo chiamato ad amministrare il comune ed è composto da 7 membri e ad ognuno di questi è affidato un dicastero per rendere l’amministrazione del comune più efficiente, si riunisce di regola ogni lunedì sera presso la casa comunale.

#### Consiglio Comunale
È il potere legislativo del comune è composto da 30 membri. Ogni anno si elegge un ufficio presidenziale che ha il compito di dirigere il consiglio comunale ed è formato da un presidente, un vice presidente e due scrutatori. Di regola si riunisce presso la sala bettex nella restaurata masseria Cuntit due volte all’anno per il preventivo e il consuntivo, più altre sedute straordinarie a dipendenza delle necessita del comune. Fino alla prima seduta costitutiva il membro più anziano è la persona che dirige il consiglio comunale fino alla elezione dell’ufficio presidenziale. Questa formula è in vigore dal 1953 visto che prima esisteva l’assemblea comunale

#### Giovanni Battista Maggi
Giovanni Battista Maggi nato a Castel San Pietro nel 1775 era un politico ed è stato Consigliere di Stato Ticinese dal 1803-1811 e dal 1815-1827. Il 3 marzo 1803 è diventato il primo presidente del governo nella storia del Canton Ticino, in seguito deputato in Gran Consiglio e più volte presidente, Landamano due volte e fu diverse volte inviato alla Dieta Federale.

## Infrastrutture e trasporti

### Ponte di Castel San Pietro
Anche se il ponte è un’opera del cantone, per il comune di Castel San Pietro è un collegamento importante tra la sponda destra e la sponda sinistra della valle di Muggio.
Già all’inizio dell’ottocento è sorto il “Punt da Canaa” posto sul fondo valle, eseguito in pietra.
Nel 1912 fu costruito un po’ più a monte, il famoso ponte in ferro ad un'unica corsia, opera di grande ingegno che poggiava su due speroni rocciosi della valle, lungo 112 metri e alto 79 metri.
Già dal 1990 il cantone aveva studiato l’opportunità di sostituire il ponte in ferro con uno più moderno in calcestruzzo a due corsie con marciapiede. Ponte che fu inaugurato con grande entusiasmo il 24 maggio 1997.
Purtroppo di recente il ponte ha perso un po’ del suo fascino, in quanto sono state montate alte ringhiere.